# Gheorghe Cristache
Gheorghe Cristache (n. 9 iulie 1951) este un fotbalist român retras din activitatea sportivǎ.